# Jan Sobek
Jan Sobek, v Německu znám jako Johann Sobeck, (30. dubna 1831 Žlutice – 9. června 1914 Hanover ) byl klarinetista a hudební skladatel českého původu.

## Život
Místo narození se podle různých pramenů liší. Jsou uváděny Karlovy Vary, Žlutice a Kozlov v karlovarském okrese. Vystudoval hru na klarinet a skladbu na Pražské konzervatoři. Stal se klarinetovým virtuózem a úspěšně koncertoval po celé Evropě. Po padesát let působil jako první klarinetista orchestru Královského divadla v Hanoveru. Byl vyhledávaným učitelem hudby.
Většinu svého díla věnoval klarinetu. Komponoval koncerty, sonáty, fantasie na operní motivy apod. Mnoho z jeho skladeb se nedochovalo. Za jeho nejlepší díla jsou považovány dechové kvintety. I v současnosti jsou často uváděny na koncertech a nahrávány.

## Dílo
- Dechový kvintet č.1, op. 9
- Dechový kvintet č.2, op. 11
- Dechový kvintet č.3, op. 14
- Dechový kvintet č.4, op. 23
- Klarinetový koncert B-dur podle Koncertu pro housle Ludwiga van Beethovena
- Má vlast, op. 18
- Morceau de Salon pour la Clarinette avec accomp. de Piano